# 節婦駅
節婦駅（せっぷえき）は、北海道（日高振興局）新冠郡新冠町字節婦町にあった、北海道旅客鉄道（JR北海道）日高本線の駅である。電報略号はセフ。事務管理コードは▲132212。

## 歴史

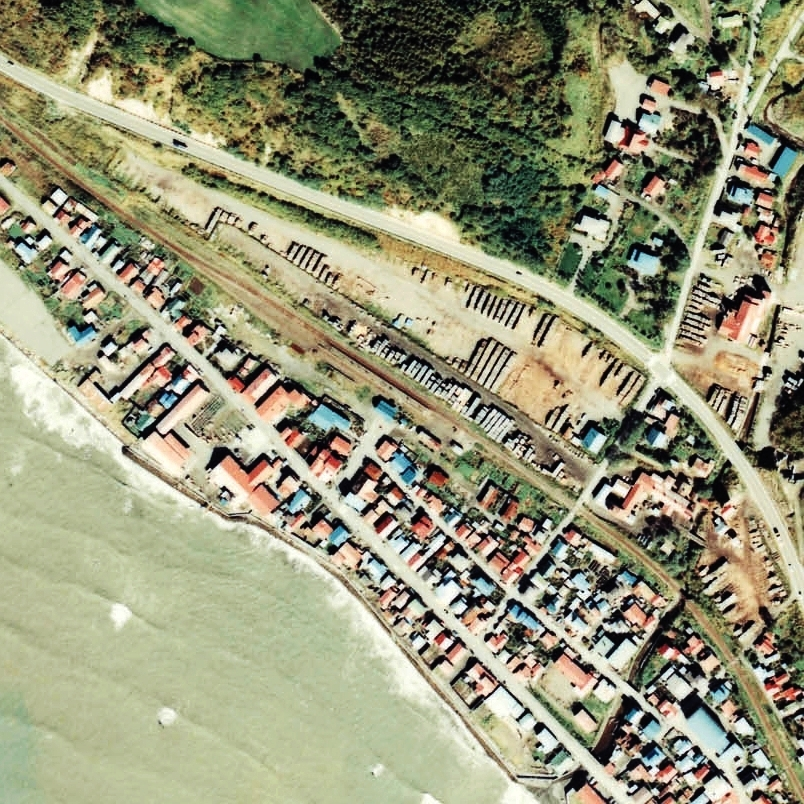
1978年の節婦駅と周囲約500m範囲。右下が静内方面。島式ホーム1面2線であったが、既に駅舎側は静内方が撤去されて駅舎手前までが残されている。また貨物ホームへの引込み線もあったが、そちらも撤去されている。駅裏のヤードには木材が野積みされているが、当線は利用されていない。

- 1926年（大正15年）12月7日：日高拓殖鉄道厚賀駅 - 静内駅間延伸開通に伴い開業[1]。一般駅[1]。
- 1927年（昭和2年）8月1日：日高拓殖鉄道が国有化により国有鉄道に移管[1]。線路名を日高線に改称、それに伴い同線の駅となる。
- 1943年（昭和18年）11月1日：線路名を日高本線に改称、それに伴い同線の駅となる。
- 1977年（昭和52年）2月1日：貨物・荷物取扱い廃止[3]。同時に無人化、簡易委託駅となる[4][5][6]。
- 1987年（昭和62年）
  - 4月1日：国鉄分割民営化に伴い、北海道旅客鉄道（JR北海道）の駅となる[1]。同年中に貨車駅舎に改築[7][8]。
- 2015年（平成27年）
  - 1月8日：厚賀駅 - 大狩部駅間の高波被害により列車の運行を休止[JR北 2]。
  - 2月21日：代行バスの待合場所を駅から駅前道路上設置のバス停付近に変更[JR北 3]。
- 2021年（令和3年）4月1日：鵡川駅 - 様似駅間の廃止に伴い、廃駅となる[JR北 1][運輸局 1]。

### 駅名の由来
当駅の所在する地名より。地名は、アイヌ語由来であるが諸説ありはっきりしない。
「ポロセプ（ペッ）」〔親なる広い（川）〕、または「スッセプ」（麓・広い）あるいは単に「セプ」（広い）などが考えられている。

## 駅構造
島式ホーム片面使用の1面1線を有した地上駅だった。ホームは線路の南西側（様似方面に向かって右手側）に存在した。転轍機を持たない棒線駅となっていた。かつては島式ホーム1面2線を有する列車交換可能な交換駅であった。使われなくなった駅舎側の1線は交換設備運用廃止後も苫小牧方の転轍機と構内踏切手前までのレールが維持された状態で側線として残っていた（但し1983年（昭和58年）4月時点では転轍機の先、ホームに至る間の部分に車止めが設置されていた）が、1993年（平成5年）3月までには撤去された。ホーム前後の線路は転轍機の名残で湾曲していた。
静内駅が管理していた無人駅だった。駅舎は構内の南西側に位置しホームに接していた。有人駅時代の駅舎は改築され、車掌車改造の貨車駅舎を経て新築のログハウス風の建物に建て替えられ、駅舎の位置も現在の場所に移動した。
先代の貨車駅舎は淡緑色に塗られていた。駅舎の前には花壇が設置されていた。またトイレは工事現場用の仮設便所となっていた。
当線が日高三石駅までしか開業していなかった当時、ほとんどの列車がこの駅で交換した。

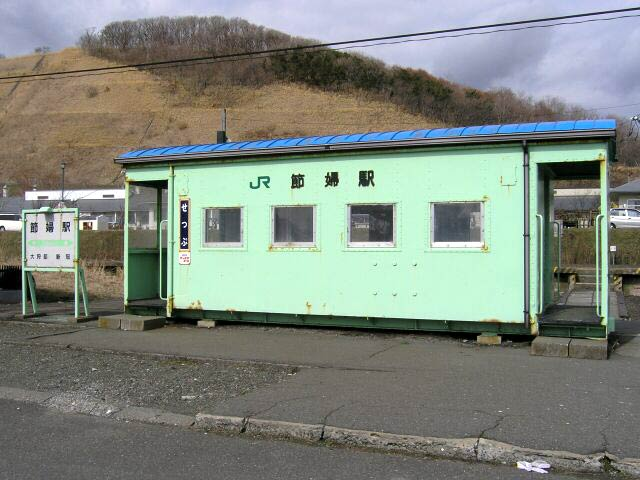
旧駅舎（2005年4月）
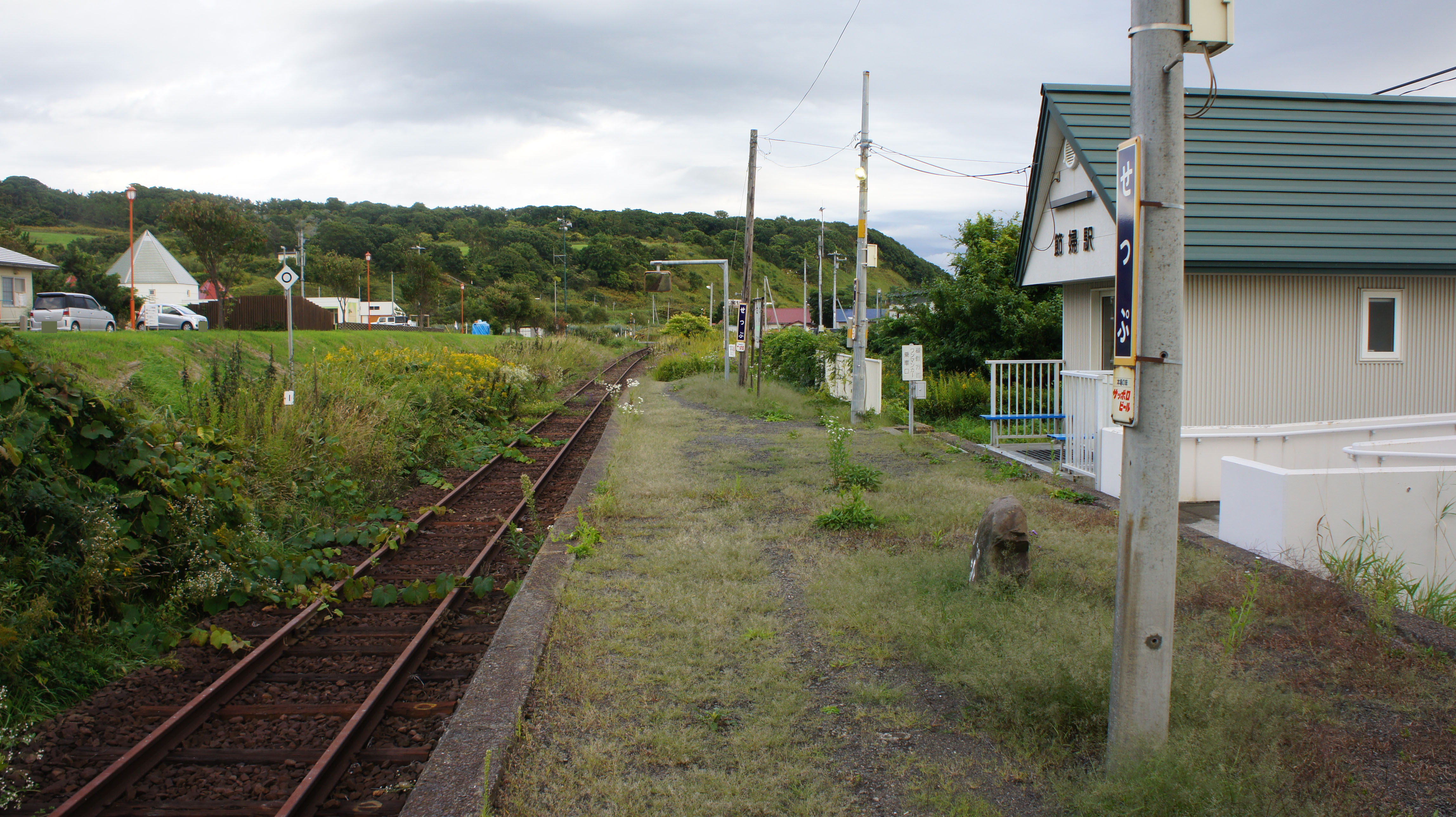
ホーム（2017年9月）
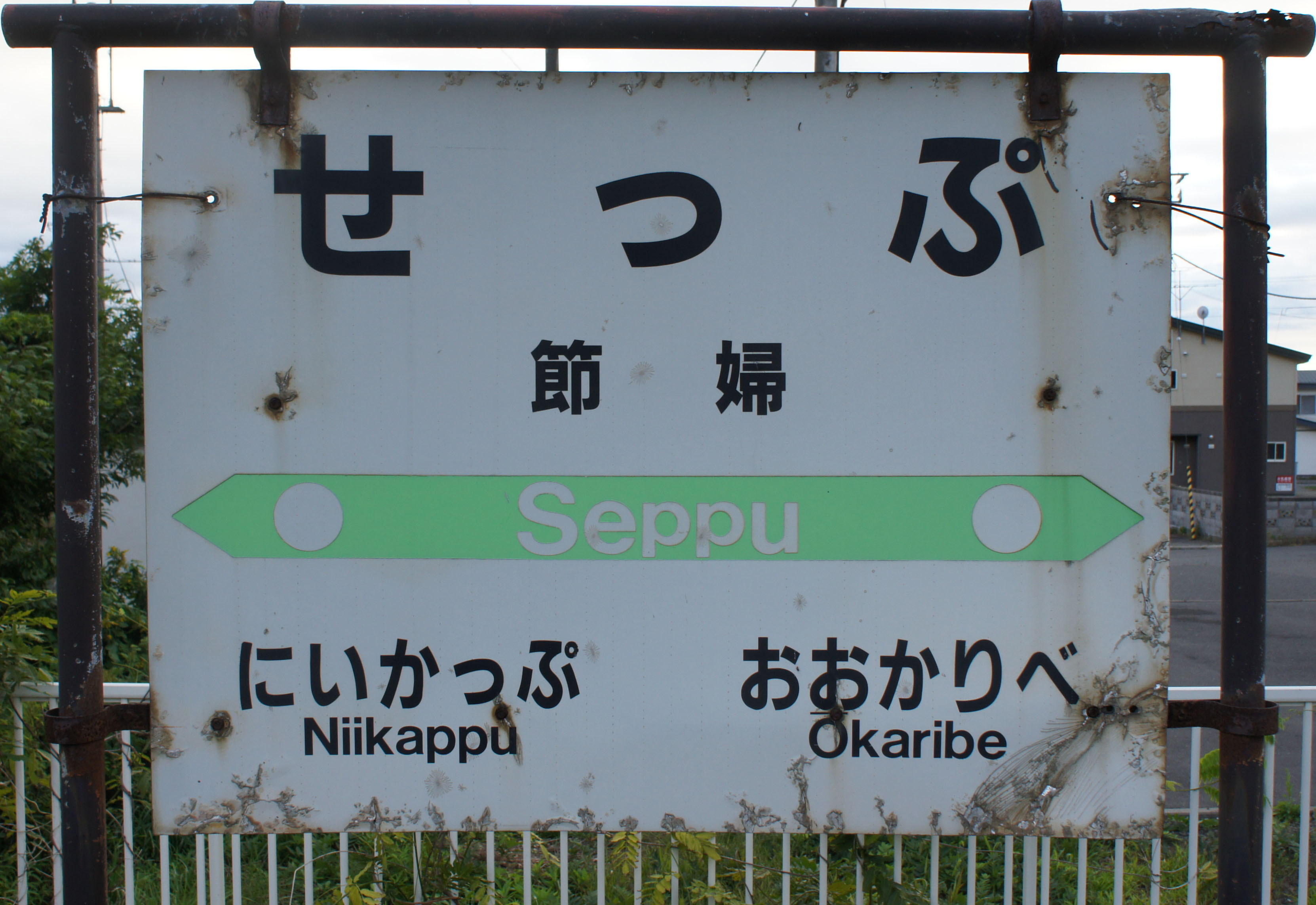
駅名標（2017年9月）

## 利用状況
乗車人員の推移は以下のとおり。年間の値のみ判明している年については、当該年度の日数で除した値を括弧書きで1日平均欄に示す。乗降人員のみが判明している場合は、1/2した値を括弧書きで記した。また、「JR調査」については、当該の年度を最終年とする過去の各調査日における平均である。当駅についてはバス代行期間が存在するため、一部でバスと列車が別集計となっているほか、各年で集計期間が異なる。備考も参照。
| 年度               | 乗車人員 | 乗車人員 | 乗車人員 | 乗車人員 | 出典       | 備考                                                        |
| 年度               | 年間     | 1日平均  | JR調査   | JR調査   | 出典       | 備考                                                        |
| 年度               | 年間     | 1日平均  | 列車     | 代行バス | 出典       | 備考                                                        |
| ------------------ | -------- | -------- | -------- | -------- | ---------- | ----------------------------------------------------------- |
| 1962年（昭和37年） |          | 324      |          |          | [ 5 ]      |                                                             |
| 1963年（昭和38年） |          | 342      |          |          | [ 5 ]      |                                                             |
| 1964年（昭和39年） |          | 354      |          |          | [ 5 ]      |                                                             |
| 1965年（昭和40年)  |          | 352      |          |          | [ 5 ]      |                                                             |
| 1966年（昭和41年)  |          | 324      |          |          | [ 5 ]      |                                                             |
| 1967年（昭和42年)  |          | 275      |          |          | [ 5 ]      |                                                             |
| 1968年（昭和43年)  |          | 239      |          |          | [ 5 ]      |                                                             |
| 1969年（昭和44年)  |          | 233      |          |          | [ 5 ]      |                                                             |
| 1970年（昭和45年)  | 78,047   | 214      |          |          | [ 5 ]      |                                                             |
| 1971年（昭和46年)  | 73,428   | 201      |          |          | [ 5 ]      |                                                             |
| 1972年（昭和47年)  | 68,400   | 187      |          |          | [ 5 ]      |                                                             |
| 1973年（昭和48年)  | 56,692   | 156      |          |          | [ 5 ]      |                                                             |
| 1974年（昭和49年)  | 41,492   | 135      |          |          | [ 5 ]      |                                                             |
| 1975年（昭和50年)  | 41,771   | 124      |          |          | [ 5 ]      |                                                             |
| 1981年（昭和56年） |          | (21.5)   |          |          | [ 9 ]      | 1日乗降人員：43                                             |
| 1992年（平成04年） |          | (25.0)   |          |          | [ 7 ]      | 1日乗降人員：50                                             |
| 2014年（平成26年） |          |          | 7        |          | [ JR北 4 ] | 当年の列車は単年の値。                                      |
| 2017年（平成29年） |          |          |          | 2        | [ JR北 5 ] | 2015年度末から鵡川 - 様似間バス代行。当年のバスは単年の値。 |
| 2018年（平成30年） |          |          |          | 1.5      | [ JR北 6 ] | 代行バスの値は過去2年平均                                   |
| 2019年（令和元年） |          |          |          | 2.0      | [ JR北 7 ] | 代行バスの値は過去3年平均                                   |
| 2020年（令和02年） |          |          |          | 2.0      | [ JR北 8 ] | 代行バスの値は過去4年平均                                   |

## 駅周辺
- 国道235号
- 静内警察署節婦駐在所
- 節婦郵便局
- ひだか漁業協同組合新冠支所
- 日高軽種馬共同育成公社
- 新冠町立節婦小学校
- 道南バス「節婦」停留所

## 隣の駅
北海道旅客鉄道（JR北海道）
日高本線
大狩部駅 - 節婦駅 - 新冠駅